# پندی سیدپور
پندی سیدپور (به انگلیسی: Pindi Saidpur) یک روستا در پاکستان است که در ناحیه جهلم واقع شده‌است. پندی سیدپور ۴ کیلومتر مربع مساحت دارد ۱۰۰ متر بالاتر از سطح دریا واقع شده‌است.